# Краткие Санкт-Галленские анналы
Краткие Санкт-Галленские анналы (лат. Annales Sangallenses breves) — одни из древнейших анналов эпохи Каролингов.
Они были составлены и долгое время хранились в монастыре города Санкт-Галлен. Сохранились в рукописи начала IX века Охватывают период с 708 по 815 годы. Они описывают события истории Франкского государства, войны франков в Испании, Германии и с Аварским каганатом.

## Издания
- Annales Sangallenses breves / ed. G. H. Pertz // MGH, SS. Bd. I. Hannover. 1826, p. 64-65[2].

## Переводы на русский язык
- Краткие Санкт-Галленские анналы в переводе Я. Зверева на сайте Восточная литература